# Medard Czobot
Medard Czobot, lit. Medardas Čobotas (ur. 26 maja 1928 w Miednikach Królewskich, zm. 30 sierpnia 2009 w Wilnie) – litewski lekarz narodowości polskiej, działacz mniejszości polskiej na Litwie, poseł na Sejm 1990–1996 i sygnatariusz aktu przywrócenia niepodległości Litwy z 11 marca 1990.

## Życiorys
W 1949 ukończył szkołę farmacji w Kownie, w latach 1950–1956 studiował medycynę na Wileńskim Uniwersytecie Państwowym. Od 1956 do 1960 pracował w kolejowej służbie zdrowia w Wilnie. W 1965 obronił doktorat z medycyny.
W lutym 1990 wybrany na posła do Rady Najwyższej Litewskiej Socjalistycznej Republiki Radzieckiej w okręgu miejskiego w Wilnie z ramienia Związku Polaków na Litwie, zasiadał we frakcji polskiej. Pełnił obowiązki przewodniczącego komisji zdrowia. 11 marca 1990 jako jeden z trzech Polaków złożył swój podpis pod Aktem Przywrócenia Państwa Litewskiego. W 1992 uzyskał reelekcję z ramienia chrześcijańskiej demokracji. W latach 1997–2000 zasiadał w radzie miejskiej Wilna.
Odznaczony Medalem Niepodległości Litwy (2000).